# Formigones
Formigones es una localidad española perteneciente al municipio de Santa María de Ordás, en la provincia de León, comunidad autónoma de Castilla y León.

## Geografía

### Ubicación
| Noroeste: Soto y Amío           | Norte: Quintanilla         | Noreste: Canales-La Magdalena |
| Oeste: Santovenia de San Marcos |                            | Este: Villapodambre           |
| Suroeste Riocastrillo de Ordás  | Sur: Riocastrillo de Ordás | Sureste: Villapodambre        |

## Demografía
Evolución de la población
| Gráfica de evolución demográfica de Formigones entre 2000 y 2016   |
|                                                                    |
| Población de derecho (2000-2016) según el padrón municipal del INE |